# Рудник Петро Михайлович
Петро Михайлович Рудник (Пётр Міхайлавіч Руднік) (нар. 14 квітня 1957, с. Олексіївка, Брагінський район, Гомельська область) — білоруський державний діяч, член Ради Республіки IV скликання, голова Могильовського облвиконкому (з 29 грудня 2008 року).

## Життєпис
Закінчив Мінський радіотехнікум, в 1985 р. закінчив Дрезденський технічний університет, у 2007 р. - Академію управління при Президентові Республіки Білорусь.
Працював техніком конструкторського бюро точного електронного машинобудування, на інженерних посадах в конструкторському бюро технологічного обладнання в Могильові. Працював провідним інженером із зовнішньоторговельних відносин, заступником директора з побуту, режиму та соціального розвитку Могильовського ліфтобудівного заводу, заступником директора, потім директором республіканського унітарного підприємства «Могильовський завод ліфтового машинобудування».
У 2008 році обраний до Ради Республіки від Могильовської області. 29 грудня 2008 - 22 грудня 2014 - голова Могильовського облвиконкому.